# بين جلاتزر
بين جلاتزر (بالإنجليزية: Ben Glatzer)‏ هو مهندس الصوت وملحن ومنتج أسطوانات أسترالي، ولد في 8 أكتوبر 1959 في سوبياكو ‏ في أستراليا.